# 조시윤
조시윤(1996년 2월 21일~)은 대한민국의 배우이다.

## 학력
- 서울언북초등학교 (졸업)
- 청담중학교 (졸업)
- 경기여자고등학교 (졸업)

## 경력
2012년부터 2014년까지 일본에서 퓨리티의 멤버로 활동하였으나, 대한민국에서는 데뷔도 못한 채, 2년 만에 팀이 해체되었다.
2014년 4월 카라의 새 멤버 프로젝트인 《카라 프로젝트: 카라 더 비기닝》에 참여했으며, 같은 해 12월 소설가 박하익의 동명 소설을 원작으로 한 JTBC 드라마《선암여고 탐정단》에서 오해니 역으로 출연했다.
2016년 《PRODUCE 101》에 참여하였다.
2019년 1월 9일, DSP 시절 친분이 있었던 배우 최배영과 함께 '라라제제(辣辣姐姐)'라는 아시아 여행 문화체험 콘텐츠 영상에 출연하였다.
2020년 11월 개봉된 영화 '앙상블'에 단역으로 출연했으나 그 뒤로는 이렇다 할 활동이 없이 사실상 연예계를 은퇴하고 일반인의 삶을 사는 것으로 추정.

## 출연 작품

### 드라마
| 방송사        | 제목            | 역할   | 방송 기간        | 비고                                        |
| ------------- | --------------- | ------ | ---------------- | ------------------------------------------- |
| Dramacube     | 시크릿 러브     | 카메오 | 2014년 6월 27일  | 옴니버스식 로맨틱 드라마 Episode 3:"라일락" |
| JTBC          | 선암여고 탐정단 | 오해니 | 2014년 12월 30일 | 3, 4회 (왕따 사건 에피소드)                 |
| JTBC          | 선암여고 탐정단 | 오해니 | 2015년 1월 6일   | 3, 4회 (왕따 사건 에피소드)                 |
| 카카오 페이지 | 카페 킬리만자로 | 최미소 | 2020년 7월 21일  |                                             |

### 방송
| 연도 | 방송사   | 제목                          | 역할   | 비고 |
| ---- | -------- | ----------------------------- | ------ | ---- |
| 2014 | MBC 뮤직 | 카라 프로젝트: 카라 더 비기닝 | 참가자 |      |
| 2016 | Mnet     | PRODUCE 101                   | 참가자 |      |
| 2016 | iMBC     | 박소현의 아이돌TV             | 게스트 |      |

### 뮤직 비디오
| 연도 | 가수           | 앨범                    | 제목                |
| ---- | -------------- | ----------------------- | ------------------- |
| 2013 | 레인보우       | Rainbow Syndrome Part.1 | 《Tell Me Tell Me》 |
| 2016 | 오종혁, 김지숙 | 시들어                  | 《시들어》          |

## 광고
| 연도 | 기업명      | 상표         | 공동출연 |
| ---- | ----------- | ------------ | -------- |
| 2011 | 삼성        | Gift for you |          |
| 2012 | 한국 닌텐도 | Just Dance 2 | 채경     |